# Japanischer Doktorfisch
Der Japanische Doktorfisch (Acanthurus japonicus), auch Philippinen-Doktorfisch genannt, ist eine Art aus der Familie der Doktorfische.
Er lebt im tropischen Westpazifik von Indonesien über die Philippinen bis Japan und besiedelt dort Lagunen und AußenRiffs. 1931 wurde diese Fischart das erste Mal wissenschaftlich beschrieben.

## Aussehen
Wie für Doktorfischarten typisch hat der Fisch einen hochrückigen, seitlich abgeflachten Körper. Rücken und Afterflosse sind stark abgerundet; die Schwanzflosse ist leicht sichelförmig ausgezogen. Auf der Schwanzwurzel befindet sich jeweils ein "Skalpell" oder Klinge. Er erreicht eine Körperlänge von bis zu 18 cm und zählt damit zu den kleinsten unter den Doktorfischarten.
Die Körperfärbung ist grau- bis olivenfarben. Am oberen und am unteren Körperrand hat der Fisch eine leuchtend gelbe Färbung. Das Maul ist endständig. Die Augen liegen weit oben im Körper.

## Verhalten
Der Japanische Doktorfisch lebt überwiegend einzelgängerisch oder in kleinen Trupps. Nur sehr selten wird er in Schwärmen beobachtet.

## Aquarienhaltung
Wie die meisten Doktorfischarten ist auch der Japanische Doktorfisch im Aquarium ein anspruchsvoller Pflegling. Er reagiert empfindlich auf Wasserveränderung und ist anfällig für Hautparasiten. Er verhält sich außerdem innerhalb einer Aquarienfischgemeinschaft aggressiv gegenüber den anderen Fischen.